# Curling vid olympiska vinterspelen 1992
Resultat från tävlingarna i curling vid olympiska vinterspelen 1992. Curling var ingen medaljsport.

## Resultat
| Tävling            | Etta                                                                                 | Tvåa                                                                                  | Trea                                                                            |
| Damer Detaljer...  | Tyskland Christiane Scheibel Andrea Schöpp Stephanie Mayer Monika Wagner Sabine Hutt | Norge Marianne Aspelin Dordi Nordby Hanne Pettersen Mette Halvorsen Anne Jøtun        | Kanada Elaine Dagg-Jackson Julie Sutton Jodie Sutton Melissa Soligo Karri Wilms |
| Herrar Detaljer... | Schweiz Peter Däppen Urs Dick Jürgen Dick Robert Hürliman Thomas Kläy                | Norge Pål Trulsen Tormod Andreassen Stig-Arne Gunnestad Flemming Davanger Kjetil Berg | USA Bob Nichols Tim Sommerville Mike Strum Bud Sommerville Bill Strum           |